# Persone di nome Michel/Calciatori
| Questa pagina contiene informazioni ricavate automaticamente dalle voci biografiche con l'ausilio del template Bio e di un bot. L'aggiornamento è periodico e automatico e ricostruisce completamente la pagina. Se manca una persona in questa lista, sei pregato di non aggiungerla, ma accertati piuttosto che la sua voce biografica contenga il template Bio e che i dati anagrafici siano correttamente compilati. Se il template Bio manca, inseriscilo tu stesso o, in alternativa, metti l'avviso {{tmp\|Bio}} che ne segnala la mancanza. Se i dati riportati sono sbagliati, correggi direttamente la voce biografica; le modifiche saranno visibili in questa lista entro pochi giorni. Per chiarimenti vedi il progetto antroponimi. La lista contiene solo le 59 persone che sono citate nell'enciclopedia e per le quali è stato implementato correttamente il template Bio. Pagina aggiornata al 23 mag 2025. |

Questa è una lista di persone presenti nell'enciclopedia che hanno il nome Michel e sono calciatori.

## A(6)
- Michel Adopo, calciatore francese (Villeneuve-Saint-Georges, n. 2000)
- Michel Aebischer, calciatore svizzero (Friburgo, n. 1997)
- Salomon Wisdom Aka, ex calciatore beninese (Cotonou, n. 1988)
- Michel Araújo, calciatore uruguaiano (Colonia del Sacramento, n. 1996)
- Michel Avanzini, ex calciatore svizzero (Aadorf, n. 1989)
- Michel Lugo, ex calciatore brasiliano (Bagé, n. 1987)

## B(9)
- Michel Babatunde, calciatore nigeriano (Lagos, n. 1992)
- Michel Bassole, ex calciatore ivoriano (Abidjan, n. 1972)
- Michel Bastos, ex calciatore brasiliano (Pelotas, n. 1983)
- Michel Bechet, ex calciatore lussemburghese (n. 1964)
- Michel Bensoussan, ex calciatore francese (Pau, n. 1954)
- Michel Bibard, ex calciatore francese (Amboise, n. 1958)
- Michel Bilamo, ex calciatore camerunese
- Michel Breuer, ex calciatore olandese (Gouda, n. 1980)
- Michel Brusseaux, calciatore e allenatore di calcio francese (Orano, n. 1913 - † 1986)

## C(2)
- Michel Ciaravino, ex calciatore francese (Marsiglia, n. 1954)
- Michel Costa da Silva, calciatore brasiliano (Rio de Janeiro, n. 2001)

## D(4)
- Michel De Groote, ex calciatore belga (Watermael-Boitsfort, n. 1955)
- Michel De Wolf, ex calciatore e allenatore di calcio belga (Nivelles, n. 1958)
- Michel Junior Diaz, calciatore ivoriano (Saint-Herblain, n. 2003)
- Michel Dupoix, calciatore francese (n. 1893 - † 1961)

## E(1)
- Michel Espinosa, calciatore camerunese (Yaoundé, n. 1993)

## F(3)
- Michel Ferreira dos Santos, calciatore brasiliano (Rio de Janeiro, n. 1990)
- Michel Frutoso, calciatore francese (Saint Cloud, n. 1914 - Pézenas, † 2003)
- Michel Platini Ferreira Mesquita, ex calciatore brasiliano (Brasilia, n. 1983)

## G(2)
- Michel García, ex calciatore messicano (Città del Messico, n. 1986)
- Michel Douglas Guedes, calciatore brasiliano (Santa Luzia, n. 1992)

## H(2)
- Michel Hmaé, ex calciatore francese (n. 1978)
- Michel Hné, ex calciatore francese (n. 1975)

## J(2)
- Michel Jacques, calciatore francese (Sochaux, n. 1924 - Montbéliard, † 1997)
- Michel Joubert, calciatore seychellese (n. 1986)

## K(4)
- Michel Kaltack, calciatore vanuatuano (n. 1990)
- Michel Kamanzi, ex calciatore ruandese (n. 1979)
- Michel Kettenmeyer, calciatore lussemburghese (n. 1989)
- Michel van de Korput, ex calciatore olandese (Wagenberg, n. 1956)

## L(1)
- Michel Lafranceschina, calciatore e allenatore di calcio francese (Fontaine, n. 1939 - Vif, † 2024)

## M(5)
- Michel Cardoni, ex calciatore francese (La Francheville, n. 1943)
- Michel Miyazawa, ex calciatore giapponese (Prefettura di Chiba, n. 1963)
- Michel, calciatore brasiliano (Avaré, n. 2003)
- Michel Morganella, calciatore svizzero (Sierre, n. 1989)
- Michel Márquez, calciatore cubano (Isola della Gioventù, n. 1987)

## N(1)
- Michel Nack Balokog, ex calciatore camerunese (Douala, n. 1986)

## P(5)
- Michel Payen, calciatore francese (Thieulloy-l'Abbaye, n. 1915 - Saint-Vincent-de-Paul, † 2002)
- Michel Pensée, ex calciatore camerunese (Yaoundé, n. 1973)
- Michel Pineda, ex calciatore spagnolo (Gien, n. 1964)
- Michel Platini, ex calciatore, allenatore di calcio e dirigente sportivo francese (Jœuf, n. 1955)
- Michel Poon-Angeron, calciatore trinidadiano (n. 2001)

## R(1)
- Michel Renggli, ex calciatore svizzero (n. 1980)

## S(4)
- Michel Simplício, ex calciatore brasiliano (San Paolo, n. 1982)
- Michel Souamas, ex calciatore gabonese (n. 1975)
- Michel Souza da Silva, ex calciatore brasiliano (Rio de Janeiro, n. 1986)
- Michel Stievenard, ex calciatore francese (Waziers, n. 1937)

## T(2)
- Michel Tabárez, ex calciatore uruguaiano (Treinta y Tres, n. 1995)
- Michel Termanini, calciatore palestinese (Malmö, n. 1998)

## U(1)
- Michel Ungeheuer, calciatore lussemburghese (Lussemburgo, n. 1890 - Lussemburgo, † 1969)

## V(3)
- Michel Valke, ex calciatore olandese (Zwijndrecht, n. 1959)
- Michel Vlap, calciatore olandese (Sneek, n. 1997)
- Michel Vorm, ex calciatore olandese (IJsselstein, n. 1983)

## W(1)
- Michel Watteau, calciatore francese (Wattrelos, n. 1945 - Bondues, † 2003)